# Chris Cowdrey
Christopher Stuart Cowdrey (ur. 20 października 1957 w Farnborough) – angielski krykiecista, najstarszy syn krykiecisty i kapitana reprezentacji Anglii Colina Cowdreya, barona Cowdrey of Tunbridge i jego pierwszej żony, Penny Chiesman.
Podczas swojej kariery reprezentował Kent County Cricket Club i Glamorgan County Cricket Club. W 1984 zadebiutował w reprezentacji Anglii podczas turnieju w Indiach. Cowdrey był dobrym duchem ekipy, co przydało się w sytuacji w jakiej rozgrywany był turniej (niewiele wcześniej została zamordowana premier Indii Indira Gandhi oraz Percy Norris, zastępca brytyjskiego Wysokiego Komisarza). Obecność takich ludzi jak Cowdrey pomogła zachować morale w drużynie.
Na kolejne powołanie czekał do 1988 r., kiedy po udanym sezonie w Kencie został kapitanem reprezentacji w dwóch meczach przeciwko Indiom Zachodnim. Mimo udanych występów nie dostał powołania na turniej w Sri Lance. Swój gniew z tego powodu wyładował w wywiadzie udzielonym The Sun. Został za to ukarany przez Federację karą w wysokości 500 funtów. Jego bilans w reprezentacji do 9 meczów. W latach 1986–1990 był kapitanem drużyny Kentu. W 1992 r. odszedł na emeryturę po jednym sezonie gry w Glamorgan. Obecnie jest komentatorem sportowym w radiu TalkSport.
Ma dwóch synów, Fabiana i Juliusa, który odbywają naukę w Tonbridge.
Colin i Chris Cowdreyowie byli drugimi ojcem i synem, którzy pełnili funkcję kapitanów reprezentacji (pierwsi byli Frank i George Mann).